# Garimpeiras do Sexo
Garimpeiras do Sexo é um filme brasileiro de 1977, com direção de José Vedovato.

## Elenco[1]
- Brazão Antonielo
- Cinira Camargo
- Márcio Camargo
- Zélia Diniz
- Carlos Dornelles
- Célia Froes
- Gerusa
- Sílvia Gless
- Ely Linhares
- Arlete Moreira
- José Narvas
- Darly Pereira
- Jóia Psicodélico
- Vera Railda
- Lola Rodrigues
- Vosmarline Siqueira
- Laudelino Teixeira
- Nadia Tell
- Metralha Txeka
- Maria Viana